# ТЕЦ Легниця
51°11′5″ пн. ш. 16°6′42″ сх. д. / 51.18472° пн. ш. 16.11167° сх. д.
ТЕЦ Легниця (ЕС-4) — теплоелектроцентраль у однойменному місті на південному заході Польщі.
Мідеплавильний завод в Легниці має для забезпечення своїх потреб власну ТЕЦ,  обладнану чотирма паровими котлами ТР-35 потужністю по 32,3 МВт. Три з них працюють на одночасному спалюванні вугілля (52 %) та низькокалорійного пічного газу, котрий утворюється під час плавки рудного концентрату. Четвертий котел використовує на додачу до пічного природний газ, частка якого становить 15 %.
Від котлів, зокрема, живляться дві турбіни — одна типу АР4 потужністю 4 МВт та друга з показником 11,5 МВт. При цьому теплова потужність станції рахується як 52 МВт.
Видалення продуктів згоряння відбувається через димар мідеплавильного заводу висотою 150 метрів. Якщо котли працюють лише на вугіллі чи природному газі, достатньо використовувати власний димар ТЕЦ висотою 60 метрів.
Станом на середину 2010-х ТЕЦ організаційно відокремлена від шахти.